# Richardia brasiliensis
Espèce
Richardia brasiliensis est une espèce de plantes dicotylédones de la famille des Rubiaceae, sous-famille des Rubioideae, originaire d'Amérique du Sud.
C'est une espèce qui s'est naturalisée dans diverses régions tropicales, notamment à Hawaï, en Indonésie, au Japon et en Thaïlande, devenant parfois une mauvaise herbe envahissante. C'est en particulier une mauvaise herbe des plantations d'agrumes en Floride.
Au Brésil, cette plante est utilisée en médecine traditionnelle comme anti-émétique et contre le diabète.

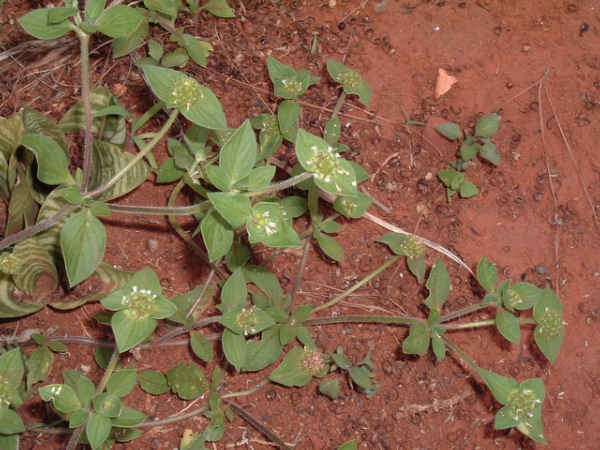
La plante dans son habitat.

## Taxinomie

### Synonymes
Selon The Plant List (26 février 2022) :
- Richardia adscendens (DC.) Steud.
- Richardia emetica (Mart.) Schult.
- Richardia rosea (A.St.-Hil.) Schult.
- Richardia sericea Walp.
- Richardia villosa Sessé & Moc. ex DC.
- Richardsonia adscendens DC.
- Richardsonia brasiliensis (Gomes) Klotzsch
- Richardsonia emetica Mart.
- Richardsonia rosea A.St.-Hil.
- Richardsonia sericea Walp.
- Spermacoce adscendens Pav. ex DC.
- Spermacoce hexandra A.Rich.